# Jornal Nacional
Pour les articles homonymes, voir Jornal Nacional (homonymie).
 (mai 2020).
Le contenu est difficilement compréhensible vu les erreurs de traduction, qui sont peut-être dues à l'utilisation d'un logiciel de traduction automatique.
Le JN, ou Jornal Nacional, soit le « Journal national » en français, est le journal télévisé du soir du réseau de télévision brésilien Globo. Créé en 1er septembre 1969 et à l'origine animé par Hilton Gomes et Cid Moreira, il est aujourd'hui présenté par Renata Vasconcellos et William Bonner.

## Historique
La première diffusion du Jornal Nacional a lieu le 1er septembre de l'année 1969, et ses premiers présentateurs sont les journalistes Hilton Gomes et Cid Moreira. Le titre du l'émission a pour origine le nom de son sponsor, la Banco Nacional.
En 1971, Ronaldo Rosas remplace brièvement Hilton Gomes aux côtés de Cid Moreira, puis est remplacé en 1972 par Sérgio Chapelin .
L'émission est enregistrée depuis les studios de Rio de Janeiro. Le JN est le premier programme produit à Rio de Janeiro à être diffusé sur toutes les stations affiliées du pays. L'émission, diffusée de 19h45 à 20h30, s'ouvre sur ces mots de Hilton Gomes : « O Jornal Nacional, da Rede Globo, um serviço de notícias integrando o Brasil novo, inaugura-se neste momento: imagem e som de todo o país »(« Le Jornal Nacional, télévisé par Rede Globo, un service d'actualités en intégrant le nouveau Brésil, est inauguré à ce moment: l'image et le son de tout le pays »).
La première information faisant l'ouverture du JN est l'état de santé du président de la République Arthur da Costa e Silva, forcé de quitter temporairement l'exercice du pouvoir. Parmi les événements traités lors de cette première édition figurent également la mort du champion de boxe américain Rocky Marciano, l'organisation du concours de beauté Miss International, la hausse du prix du carburant, et la qualification de la sélection nationale à la coupe du monde de football de 1970 sur le 979e but de Pelé.
Afin de commémorer son 50e anniversaire, Globo TV a envoyé des présentateurs des réseaux locaux affiliés à travers le pays pour présenter les nouvelles le samedi, du 30 septembre au 30 novembre, le succès a été si grand qu'après ces participé, a fini par se tenir sur la rotation traditionnelle des week-ends, les vacances des titulaires et les jours fériés,. parmi ceux qui ont participé à cette rotation, le Ceará était l'exception, car Taís Lopes est parti plus tard pour CNN Brésil et a été remplacé par Patrícia Nielsen.

## Ligne éditoriale
D'après la chercheuse en histoire contemporaine Mélanie Toulhoat, le Jornal Nacional a contribué à la construction d’un récit justifiant l’écartement du pouvoir de Dilma Rousseff en 2016.

## Liste des présentateurs
- Cid Moreira (1969-1996)
- Hilton Gomes (1969-1971)
- Ronaldo Rosas (1971-1972)
- Sérgio Chapelin (1972-1979, 1989-1996)
- Celso Freitas (1983-1989)
- Lilian Witte Fibe (1996-1998)
- William Bonner (depuis 1996)
- Fátima Bernardes (1998-2011)
- Patrícia Poeta (2011-2014)
- Renata Vasconcellos (depuis 2014)

### Prévision météorologique
- Fabiana Scaranzi (2000–2004)
- Rosana Jatobá (2004–2013)
- Flávia Freire (2012-2013)
- Michelle Loreto (2013-2015)
- Maju Coutinho (2015-2019)
- Anne Lottermann (depuis 2019)

## Présentateurs Éventueles[Quoi ?]
- Alexandre Garcia (1996-2018)
- Aline Aguiar (depuis 2020)
- Aline Ferreira (depuis 2020)
- Ana Paula Padrão (1996-1998, 2000-2005)
- Ana Lídia Daibes (depuis 2020)
- Ana Luiza Guimarães (depuis 2017)
- Ana Paula Araújo (depuis 2011)
- Ayres Rocha (depuis 2020)
- Berto Filho (1976-1996)
- Carla Vilhena (2000-2017)
- Carlos Campbell (1974-1990)
- Carlos Nascimento (1984-1988, 1990-2004)
- Carlos Tramontina (1998-2005, depuis 2020)
- Celso Freitas (1977-1983, 1989-1996)
- César Tralli (depuis 2018)
- Chico Pinheiro (1996-2018)
- Christiane Pelajo (2009-2015)
- Cristina Ranzolin (depuis 2020)
- Dony De Nuccio (2019)
- Eliakim Araújo (1983-1989)
- Ellen Ferreira (depuis 2020)
- Evaristo Costa (2012-2017)
- Fabian Londero (depuis 2020)
- Fábio William (depuis 2020)
- Fátima Bernardes (1996-1997)
- Flávio Fachel (depuis 2019)
- Filipe Toledo (depuis 2020)
- Fernando Vannucci (1977-1998)
- Giovanni Spinucci (depuis 2020)
- Giuliana Morrone (depuis 2015)
- Heraldo Pereira (depuis 2002)
- Jessica Senra (depuis 2020)
- Larissa Pereira (depuis 2020)
- Leda Nagle (1983-1989)
- Leila Cordeiro (1983-1989)
- Leilane Neubarth (1989-1990, 1996-1999)
- Léo Batista (1971-1996)
- Lídia Pace (depuis 2020)
- Lilian Witte Fibe (1993-1996, 1998-2000)
- Luana Borba (depuis 2020)
- Lucimar Lescano (depuis 2020)
- Luzimar Collares (depuis 2020)
- Lyderwan Santos (depuis 2020)
- Marcelo Magno (depuis 2020)
- Márcio Bonfim (depuis 2019)
- Márcio Gomes (2000-2013)
- Marcos Hummel (1977-1995)
- Maju Coutinho (depuis 2019)
- Mariana Gross (depuis 2020)
- Mário Motta (depuis 2020)
- Matheus Ribeiro (depuis 2020)
- Monalisa Perrone (2016-2019)
- Mônica Waldvogel (1996-2001)
- Mylena Ciribelli (1996-2000)
- Patrícia Nielsen (depuis 2020)
- Philipe Lemos (depuis 2020)
- Priscilla Castro (depuis 2020)
- Renata Vasconcellos (2004-2013)
- Renato Machado (1983-1986, 1995-2011)
- Roberto Kovalick (depuis 2020)
- Rodrigo Bocardi (depuis 2016)
- Ronaldo Rosas (1969-1985)
- Sandra Annenberg (1996-2000, 2013-2019)
- Sandro Dalpícolo (depuis 2020)
- Thiago Rogeh (depuis 2020)
- Valéria Monteiro (1991-1993)
- William Bonner (1988-1996)
- William Waack (2005-2017)